# آی‌ان‌اس امبا (ای۵۴)
آی‌ان‌اس امبا (ای۵۴) (به انگلیسی: INS Amba (A54)) یک زیردریایی است که طول آن ۱۴۱ متر (۴۶۲ فوت ۷ اینچ) می‌باشد. این زیردریایی در سال ۱۹۶۸ ساخته شد.